# Punta Ballena
Punta Ballena est une station balnéaire de l'Uruguay située dans le département de Maldonado. Sa population est de 376 habitants.

## Population
| Année | Population |
| ----- | ---------- |
| 1963  | 107        |
| 1975  | 169        |
| 1985  | 499        |
| 1996  | 799        |
| 2004  | 376        |

,